# Мон-ле-Вернуа
Мон-ле-Вернуа́ (фр. Mont-le-Vernois) — коммуна во Франции, находится в регионе Франш-Конте. Департамент — Верхняя Сона. Входит в состав кантона Везуль-Уэст. Округ коммуны — Везуль.
Код INSEE коммуны — 70367.

## География
Коммуна расположена приблизительно в 310 км к юго-востоку от Парижа, в 45 км севернее Безансона, в 8 км к западу от Везуля.

## Население
Население коммуны на 2010 год составляло 156 человек.
| 1962 | 1968 | 1975 | 1982 | 1990 | 1999 | 2010 |
| ---- | ---- | ---- | ---- | ---- | ---- | ---- |
| 129  | 133  | 127  | 129  | 127  | 128  | 156  |

## Администрация
| Период | Период | Фамилия      | Партия | Примечания |
| ------ | ------ | ------------ | ------ | ---------- |
| 2001   | 2002   | Жерар Ге     |        |            |
| 2003   | 2014   | Ален Петижан |        |            |

## Экономика

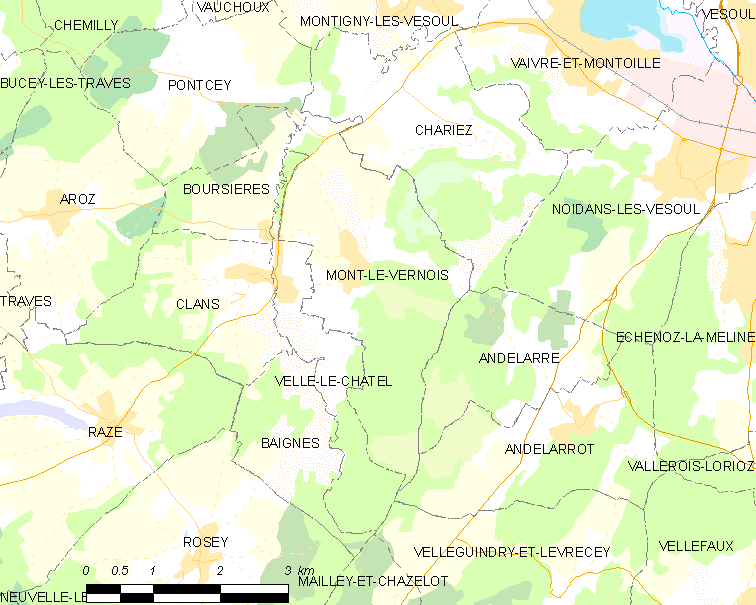
Карта коммуны

В 2010 году среди 104 человек трудоспособного возраста (15—64 лет) 78 были экономически активными, 26 — неактивными (показатель активности — 75,0 %, в 1999 году было 71,6 %). Из 78 активных жителей работали 73 человека (42 мужчины и 31 женщина), безработных было 5 (1 мужчина и 4 женщины). Среди 26 неактивных 6 человек были учениками или студентами, 12 — пенсионерами, 8 были неактивными по другим причинам.